# Калістрат Габунія
Калістрат Габунія (нар. 22 січня 1888, Ванинський район, село Амаглеба — 22 серпня 1937, Тбілісі ) — радянський, грузинський геолог, засновник прикладної геології, професор (1930), засновник і перший голова Геологічного товариства Грузії. Батько палеонтолога Леоніда Габунії та композитора Нодара Габунії. 

## Життєпис
Закінчив гірничий факультет Томського технологічного інституту в 1918 році. Одночасно займався науковою діяльністю. У 1919 р. обраний геологом Геологічного комітету Петрограда. Він вивчав геологію Далекого Сходу та Маньчжурії. Займався педагогічною діяльністю. 
У 1923-1924 роках займався педагогічною діяльністю в Томському університеті; З 1924 року працює в Сибірському відділі Російського геологічного комітету, в гірничому відділі Верховної Ради Закавказьких народів. 
Калістрат Габуня повернувся на батьківщину в 1924 році і очолив прикладну геологію (розвідку корисних копалин, інженерно-гідрологічну, геологію каустичних біолітів). У 1926 заснував кафедру прикладної геології на Політехнічному факультеті Тбіліського державного університету . З 1928 працював у Грузинському політехнічному інституті, а з 1932 року був деканом гірничого факультету цього ж інституту. З 1930 р. Очолював кафедру прикладної геології Трансметалургійного інституту гірництва.  Він також вивчав питання географічної структури Грузії, інженерно-геологічні умови будівництва гідроелектростанцій. 
У 1988 році Геологічне товариство Грузії та виробнича асоціація «Саггеологія» заснували премію ім. Калістрата Габунії. 

## Ресурси в Інтернеті
- Калістрат Габунія - Біографічний словник, nplg.gov.ge [Архівовано 28 липня 2019 у Wayback Machine.]